# Adagnesia antarctica
Adagnesia antarctica is een zakpijpensoort uit de familie van de Agneziidae. De wetenschappelijke naam van de soort is voor het eerst geldig gepubliceerd in 1969 door Kott.